# Кропив'янка піренейська
Кропи́в'янка піренейська (Curruca conspicillata) — вид горобцеподібних птахів родини кропив'янкових (Sylviidae). Мешкає в Середземномор'ї.

## Опис

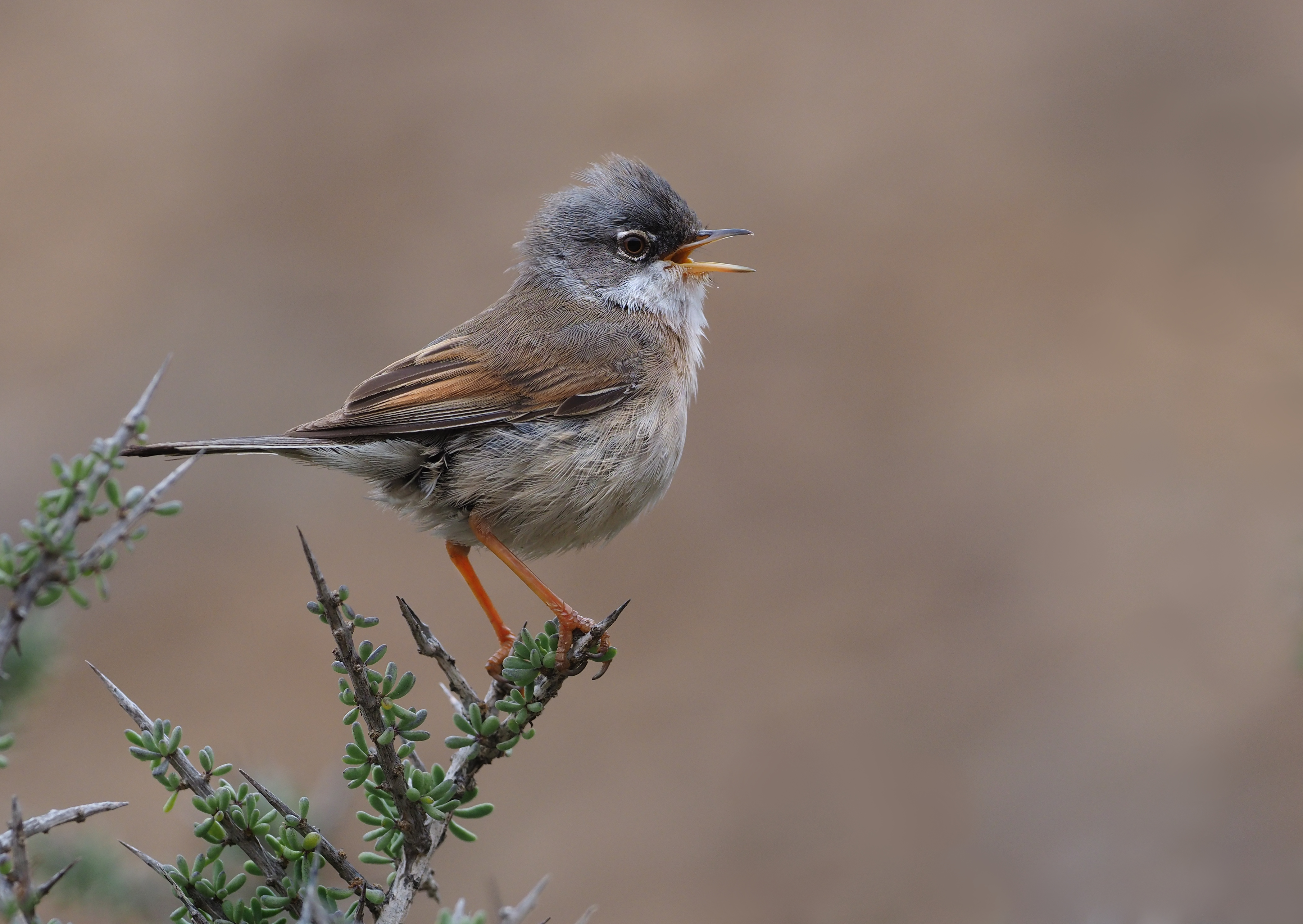
Піренейська кропив'янка (острів Фуертевентура)

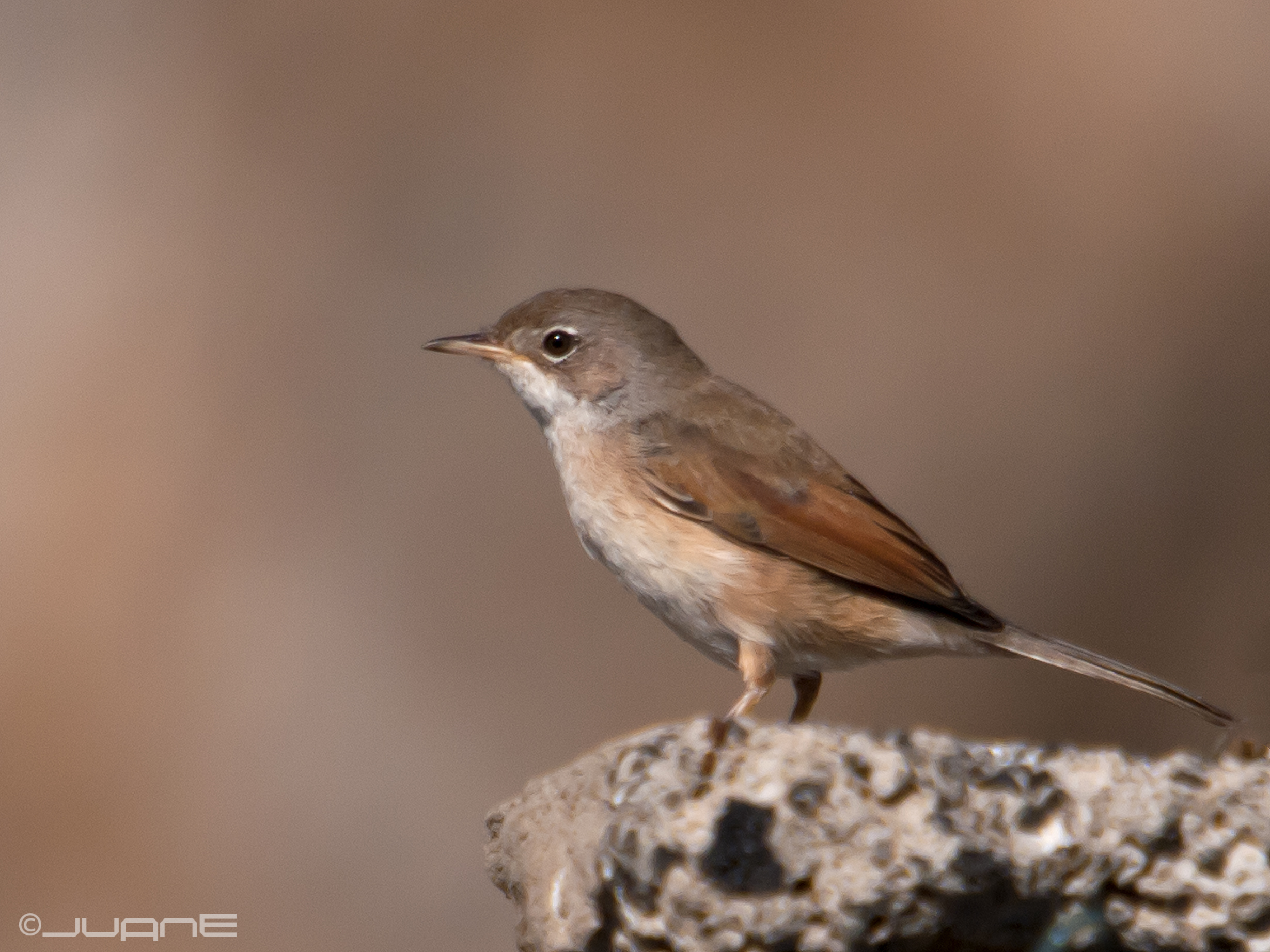
Піренейська кропив'янка (острів Гран-Канарія)

Довжина птаха становить 12-13 см, розмах крил 13,5-17 см, вага 7,8-13,1 г. Загалом піренейські кропив'янки є схожі на сіру кропив'янку, однак є меншими і струкнішими, голови у них пропорційно більші, крила коротші, а дзьоб більш вузький. У самців голова сіра, обличчя і скроні чорнуваті, горло і щоки білі. Навколо очей білі кільця. Спина сірувато-коричнева, груди рожевувато-сірі, більш темні, ніж у сірої кропив'янки. Крила у самців і самиць більш рівномірно рудувато-коричневі. У самиць голова більш коричева, ніж у самиць сірої кропив'янки. Лапи піщано-коричневі.

## Підвиди
Виділяють два підвиди:
- C. c. conspicillata (Temminck, 1820) — Південна Європа (Піренейський півострів, Південна Франція, Апеннінський півострів), острови Західного і Центрального Середземномор'я (Балеарські острови, Корсика, Сардинія, Сицилія, Мальта), Магриб (від Мавританії до Киренаїки), також Кіпр, Південна Туреччина, Левант (від Сирії до північного Синаю);
- C. c. orbitalis (Wahlberg, 1854) — Мадейра, Канарські острови і острови Зеленого мису.

## Поширення і екологія
Піренейські кропив'янки гніздяться в Південній Європі, Північній Африці, на Близькому Сході і островах Макаронезії. Європейські популяції взимку мігрують до Африки, досягаючи Сенегалу і Нігеру, частина близькосхідних популяцій мігрує в Єгипет. Африканські популяції, частина сицилійських, мальтійських, кіпрських популяцій і деяких іберійських популяцій переважно не мігрують. Піренейські кропив'янки живуть в чагарникових заростях, віддаючи перевагу найбільш низькорослим і розрідженим, характерним для гариги, солончаків і напівпустель. Вони часто заселяють місцевість, що відновлюється після пожежі, і можуть заселяти такі середовища через рік після пожежі. На атлантичних островах представники підвиду C. c. orbitalis зустрічаються у більш широкому діапазоні середовищ, від чагарників до полів і плантацій.
Піренейські кропив'янки живляться переважно дрібними безхребетними. личинками і яйцями комах, іноді під час негніздового періоду також ягодами і нектаром. На більшій частині ареалу гніздяться з лютого по червень, на островах Макаронезії протягом всього року, за винятком червня і липня. Пара птахів будує глибоке, чашоподібне гніздо, яке робиться з трави, стебел і листя, встелється м'яким рослинним пухом, тонкими корінцями і шерстю, розміщується в чагарниках, на висоті до 60 см над землею. Самці іноді будують фальшиві гнізда. В кладці від 3 до 5 яєць.

## Збереження
МСОП класифікує цей вид як такий, що не потребує особливих заходів зі збереження. За оцінками дослідників, глобальна популяція піренейських кропив'янок становить від 948 до 2575 тисяч дорослих птахів.